# El Salvador: Another Vietnam
El Salvador: Another Vietnam ist ein amerikanischer Dokumentarfilm aus dem Jahr 1981 unter der Regie von Glenn Silber.

## Handlung
Dieser politische Dokumentarfilm zeigt die turbulente Geschichte El Salvadors von den 1920er bis zu den 1970er Jahren und die Rolle der US-Regierung dabei. Wie der Titel schon andeutet, erinnert die Anwesenheit von US-Militärberatern in einem Land, das gegen sozialistische Guerillagruppen kämpft, stark an die Anfänge der US-Eskalation des Krieges in Vietnam.

## Auszeichnungen
Der Film wurde für den Oscar als bester Dokumentarfilm nominiert.